# Pomrów błękitny
Pomrów błękitny (Bielzia coerulans) – gatunek ślimaka trzonkoocznego z rodziny pomrowiowatych (Limacidae); jedyny przedstawiciel rodzaju Bielzia. Uważany był za endemit wschodniokarpacki, występującego tylko we wschodniej części Karpat (w Czechach, Słowacji, Polsce, Rumunii, na Węgrzech i Ukrainie), został znaleziony jednak także w Westfalii-Nadrenii w Niemczech oraz w górach Turcji.

## Systematyka
Po raz pierwszy zgodnie z zasadami nazewnictwa binominalnego gatunek ten opisany został w 1851 roku przez austro-węgierskiego malakologa Michaela Bielza jako Limax coerulans (w tłumaczeniu na język polski: ślimak błękitny). Obecną nazwę nadał mu w 1887 roku niemiecki malakolog Stefan Clessin, który przeniósł go do nowo utworzonego rodzaju Bielzia. Jest to rodzaj monotypowy, należy do niego jeden tylko gatunek.

## Morfologia
Jest to jeden z większych pomrowiowatych – gdy się rozciągnie, osiąga długość 100–140 mm. Najlepiej widoczne osobniki mają kolor niebieski lub fioletowy, zdarzają się jednak również osobniki brązowe. Młode mają inne ubarwienie niż dorosłe, często brązowe, z pasami, które następnie zanikają. Na głowie posiada dwie pary czułków, większe są czułki drugiej pary, na ich końcach znajdują się oczy. Muszla zredukowana do schowanej pod płaszczem płytki.

## Tryb życia

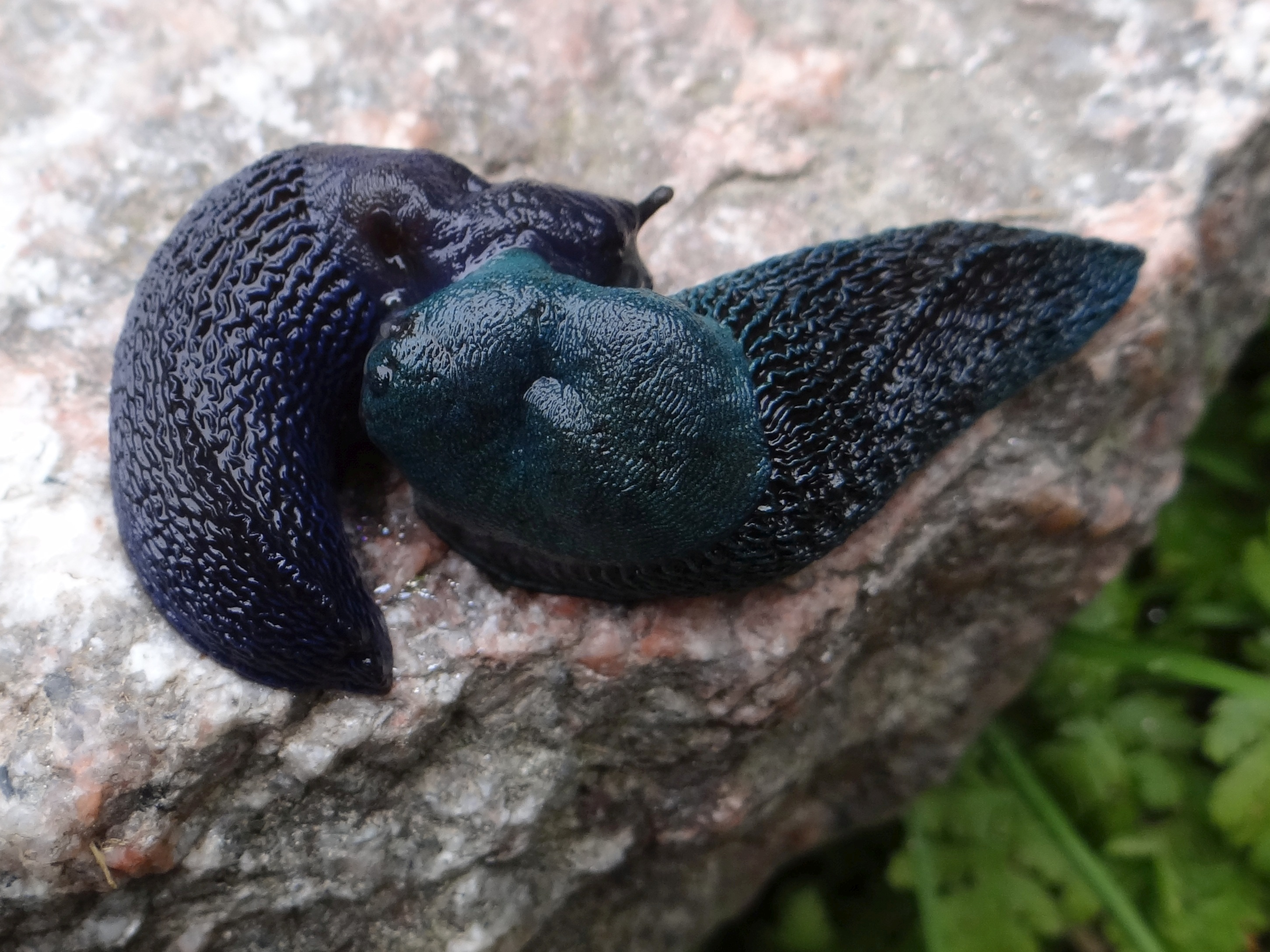
Kopulacja

Siedlisko jego życia stanowią lasy liściaste i iglaste, kosodrzewina. Przebywa na ziemi, kryjąc się pod pniami martwych drzew i kamieniami. Odżywia się grzybami, porostami i poziomkami. Dojrzałość płciową osiąga w czerwcu–lipcu. Kopulacja odbywa się na ziemi. Jednorazowo składa 30–80 owalnych jaj o długości 4–5 mm. Po złożeniu jaj dorosłe osobniki giną. Zimują jaja oraz osobniki młodociane. Młode ślimaki pojawiają się w maju, dojrzałość płciową osiągają po roku. 
W Tatrach pomrów błękitny spotykany jest jeszcze na wysokości 1900 m n.p.m.